# Kitchen Table: Women of Color Press
Kitchen Table: Women of Color Press fue una editorial activista feminista, cercana a la Organización Nacional Feminista Negra (NBFO), fundada en 1981 por Barbara Smith, Beverly Smith, Hattie Gosset, Cherríe Moraga, la poeta Audre Lorde, entre muchas otras. Beverly Smith y Barbara Smith, y su socia Demita Frazier, también cofundaron la organización feminista, lesbiana negra: Colectivo Río Combahee (CRC). La editorial Kitchen Table dejó de funcionar poco después de la muerte de Audre Lorde en 1992. 
Lo que motivó la creación de una editorial dirigida por y para mujeres de color fue que "como escritoras feministas y lesbianas de color, sabíamos que no teníamos opciones para ser publicadas, excepto a merced o capricho de otros, ya sea en el ámbito de publicaciones alternativas o comerciales, ya que ambas están dominadas por los blancos". 
Su título más representativo es Este puente, mi espalda: voces de mujeres tercermundistas en los Estados Unidos.